# 小郡めぐみキリスト教会
小郡めぐみキリスト教会（おごおりめぐみキリストきょうかい）は、山口県山口市小郡上郷にあるプロテスタントのキリスト教会である。

## 所在地

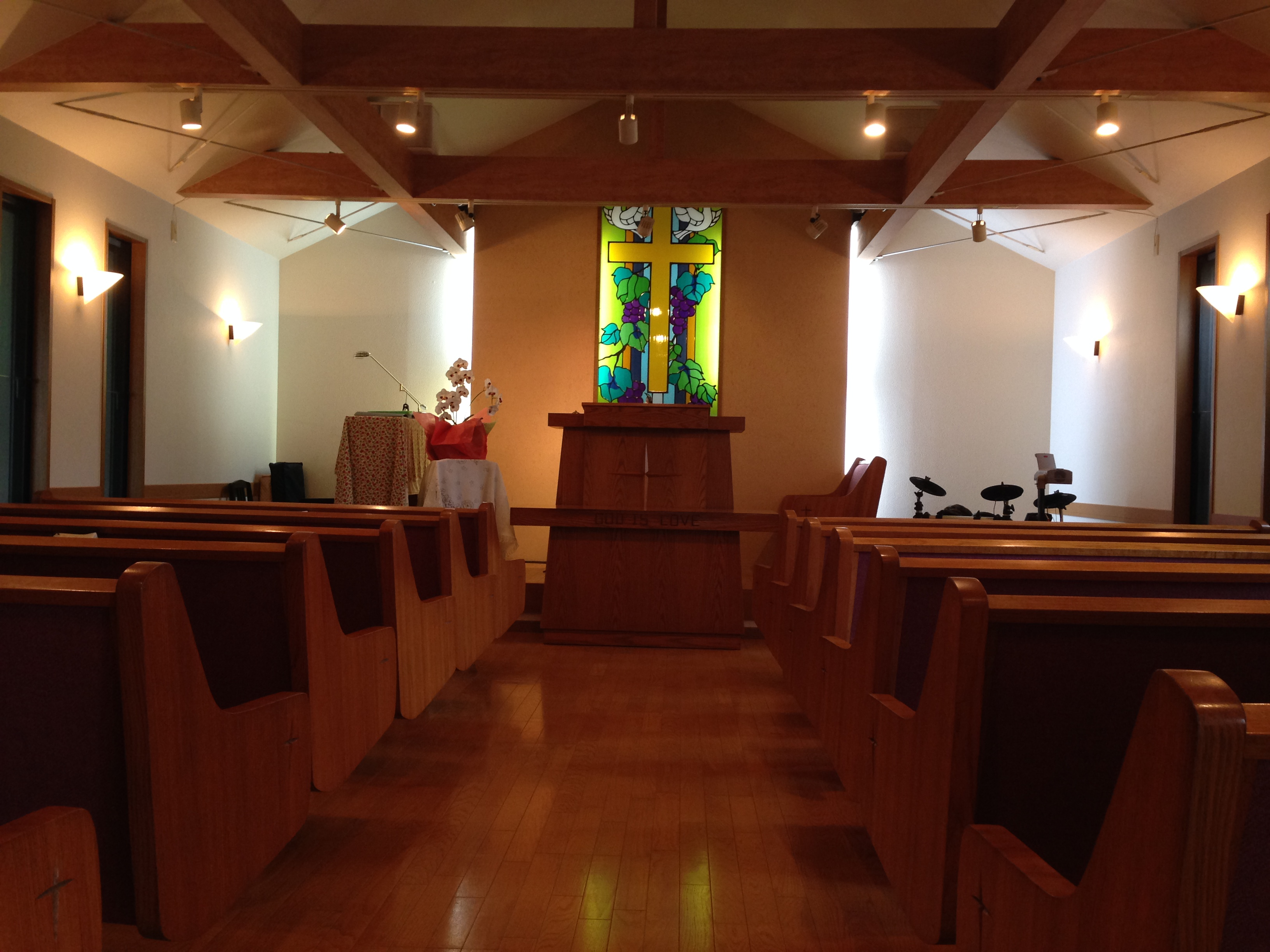
礼拝堂

- 〒754-0001　山口県山口市小郡上郷2617-3

## 交通アクセス
- JR山口線上郷駅下車、徒歩約10分
- JR新山口駅から防長交通バス「上郷駅前バス停」または「新町バス停」下車徒歩約10分
- 中国自動車道小郡インターチェンジから車で約3分

## 歴史
- 1982年（昭和57年）小郡めぐみキリスト教会設立
- 1989年（平成元年）沖縄伝道・主の丘教会設立協力
- 1990年（平成2年）下関聖書キリスト教会設立
- 1991年（平成3年）防府リバイバルチャーチ設立
- 1993年（平成5年）瀬戸見キリスト教会設立
- 1995年（平成7年）小郡めぐみキリスト教会新会堂献堂